# Tug of War
Tug of War je album Paula McCartneyja iz 1982. godine. Jedan je od njegovih najboljih, obilježen svakako povratkom producenta Beatlesa Georgea Martina te suradnjom s poznatim glazbenicima Stevieom Wonderom i Carlom Perkinsom, basistom Stanleyem Clarkeom te Ringom Starrom na pjesmi "Take it Away". Paulov prvi album nakon ubojstva Johna Lennona, sadrži i decentnu posvetu poginulom prijatelju i suradniku, "Here Today". Album je zbroj pjesama različitih ugođaja i stilova, od balada, rocka i rockabillyja do disca i suite "The Pound is Sinking". A duet "Ebony and Ivory", iako će dvadeset pet godina kasnije biti izglasan za jednog od najgorih dueta u povijesti, te je 1982. osvojio vrhunce top lista i pohvale kritičara zbog tada hrabrog bavljenja tako delikatnom temom kao što je rasno (ne)slaganje. Tug of War je bio nominiran i za album godine u 1983.

## Pjesme
1. "Tug of War"
2. "Take It Away"
3. "Somebody Who Cares"
4. "What's That You're Doing?" - duet s Stevieom Wonderom
5. "Here Today"
6. "Ballroom Dancing"
7. "The Pound Is Sinking"
8. "Wanderlust"
9. "Get It" - duet s Carlom Perkinsom
10. "Be What You See (Link)"
11. "Dress Me Up as a Robber"
12. "Ebony and Ivory" - duet sa Stevieom Wonderom

## Glazbenici
- Paul McCartney - vokal, gitare, bas, bubanj, glasovir, klavijature
- Stevie Wonder - vokal, klavijature
- Carl Perkins - vokal, gitara
- Denny Laine - gitare, bas
- Linda McCartney- vokal, klavijature
- Ringo Starr - bubnjevi
- Stanley Clarke - bas